# Lonkahegy
Lonkahegy Kaposvár egyik déli városrésze, Rómahegytől délkeletre helyezkedik el, lakóparkos, családi házas és kertvárosias övezet. A Kapos völgyéből több utcán is megközelíthető, a Szigetvári utcáról pedig a Lonkahegyi utca vezet fel ide. A „hegy” a szájhagyomány szerint egyike annak a hét dombnak, amelyre Kaposvár épült – akárcsak az ókori Róma, bár a párhuzam a két város között nem felel meg a valóságnak.
Neve „lankás domboldalt” jelent.

## Szabadidő
- Túra a környéken

## Nevezetességek
- Szent Antal-kápolna a Szentpáli úton - alapkövét 1897. május 26-án tették le, és még abban az évben el is készült. Lencz Sándor tervezte, a költségeket a szőlőbirtokosok adományaiból fedezték.[3] Ma helyi építészeti védelemben részesül.[4]
- Régi kőkereszt a kápolna előtt[5]

## Tömegközlekedés
Lonkahegy az alábbi helyi járatú busszal közelíthető meg:
| Járatszám | Útvonal                                                                     |
| --------- | --------------------------------------------------------------------------- |
| 15        | Helyi autóbusz-állomás - Berzsenyi u. felüljáró - Szigetvári u. - Lonkahegy |